# Fabio Escobar
Fabio Escobar (Buena Vista, Departamento de Caazapá, Paraguay; 15 de febrero de 1982) es un exfutbolista Paraguayo, inició su debut en el Sport Central de Buena Vista Caazapá, jugó como centro delantero y es uno de los máximos goleadores del fútbol Paraguayo.

## Carrera deportiva
Fabio Escobar Benítez se inició como futbolista en el club Sport Central 21 de Junio un equipo muy destacado de la UFI, dónde fue el mejor futbolista de la historia de aquel club del interior (Paraguay)|Buena Vista]], luego jugó en el Guaraní de Caazapá. De ahí dio el paso a equipos profesionales, en 1999 llega al club Tembetary que se encontraba compitiendo en la Segunda División de Paraguay. Finalmente debutó en Primera División con el club Sportivo San Lorenzo en el año 2002.
Ha jugado en varios clubes de Latinoamérica, entre ellos Atlético Tucumán, Nacional de Paraguay y Toluca de México.
Fue figura en el Deportivo Capiatá que triunfó ante Boca Juniors en La Bombonera (segundo club paraguayo en lograrlo), durante la Copa Sudamericana 2014. Es recordado entre otras cosas porque anteriormente había marcado a Boca Juniors jugando para Atlético Tucumán y porque antes del partido de Capiatá manifestó "No vamos de paseo... Queremos silenciar la Bombonera".

## Selección nacional
Ha sido internacional con la Selección Paraguaya, por primera vez en 2004, integrando el plantel que participó de la Copa América de aquel año.

### Participaciones en Copa América
| Eurocopa          | Sede | Resultado   |
| ----------------- | ---- | ----------- |
| Copa América 2004 | Perú | 4° de final |

## Clubes
| Club                  | País      | Año               | PJ | Goles |
| --------------------- | --------- | ----------------- | -- | ----- |
| Atlético Tembetary    | Paraguay  | 1999 - 2001       | 76 | 26    |
| San Lorenzo           | Paraguay  | 2002              | 22 | 1     |
| Deportes Puerto Montt | Chile     | 2003              | 28 | 7     |
| Nacional              | Paraguay  | 2004              | 30 | 10    |
| Toluca                | México    | 2005              | 12 | 0     |
| Atlético Mexiquense   | México    | 2005              | 13 | 2     |
| Nacional              | Paraguay  | 2006              | 10 | 2     |
| Macará                | Ecuador   | 2007              | 30 | 6     |
| Nacional              | Paraguay  | 2008-2009         | 77 | 25    |
| Atlético Tucumán      | Argentina | 2009-2010         | 25 | 7     |
| Argentinos Juniors    | Argentina | 2010              | 5  | 0     |
| Guaraní               | Paraguay  | 2011 - 2012       | 32 | 4     |
| Atlético Huila        | Colombia  | 2013              | 6  | 0     |
| Deportivo Capiatá     | Paraguay  | 2013 - 2015       | 73 | 32    |
| Rubio Ñu              | Paraguay  | 2015 - 2016       | 25 | 11    |
| Sportivo Trinidense   | Paraguay  | 2017              | 30 | 4     |
| Deportivo Santaní     | Paraguay  | 2018              | 19 | 8     |
| Sportivo Luqueño      | Paraguay  | 2018              | 18 | 3     |
| Deportivo Capiatá     | Paraguay  | 2019              | 8  | 0     |
| Club Presidente Hayes | Paraguay  | 2021 - Actualidad | 0  | 1     |

### Participaciones en Copas Nacionales
| Copa               | País     | Resultado     | Partidos | Goles |
| ------------------ | -------- | ------------- | -------- | ----- |
| Copa Paraguay 2018 | Paraguay | Tercer puesto | 0        | 0     |
| Copa Paraguay 2019 | Paraguay | Tercer puesto | 4        | 2     |
| Copa Paraguay 2020 | Paraguay | Por confirmar | 0        | 0     |